# Bitwa na Sowiej Górze

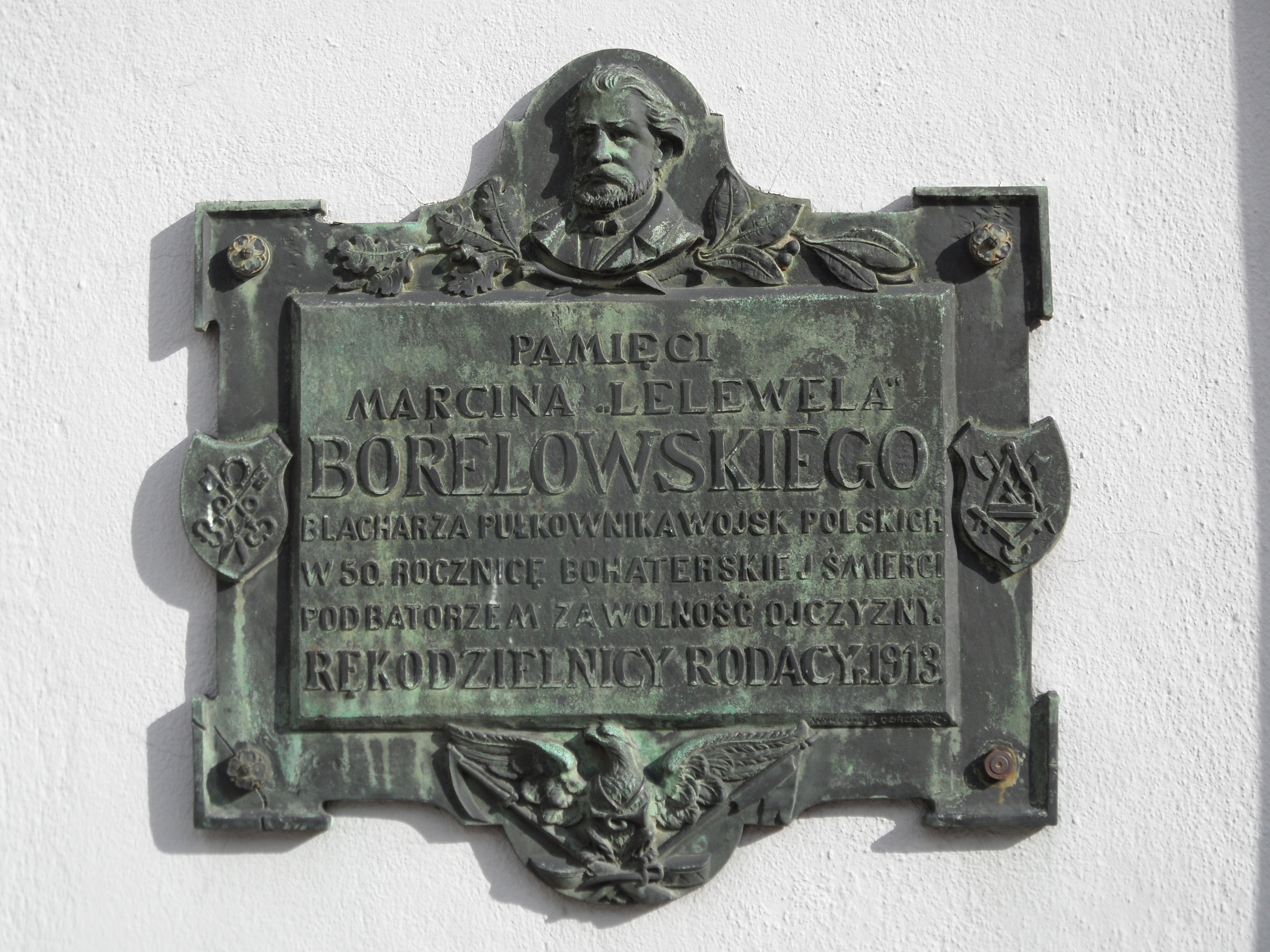
Pamięci Marcina "Lelewela" Borelowskiego. Tablica w Rzeszowie, 1913

Bitwa na Sowiej Górze – bitwa powstania styczniowego stoczona 6 września 1863 roku w okolicach Batorza przez oddział Marcina Lelewela Borelowskiego.

## Bitwa
Po bitwie pod Panasówką Borelowski ze swoim oddziałem udał się w kierunku Goraja. W czasie postoju we wsi Otrocz zostali zaatakowani przez Kozaków i zmuszeni do wycofania w kierunku Batorza. W czasie narady sztabowej, mimo protestów Lelewela, dowódcy podjęli decyzję o przyjęciu bitwy oraz przygotowaniu zasadzki na trakcie z Otroczy przy głębokim parowie w lesie. Zostali jednak wykryci przez zwiad rosyjski i zaatakowani od strony Batorza przy jednoczesnym ataku od frontu.

## Straty
W wyniku bitwy oddział został całkowicie rozbity i zginęło 31 powstańców (47 zostało rannych), co potwierdza zbiorowy akt zgonu w księdze stanu cywilnego parafii Batorz. Borelowski został śmiertelnie ranny. W walce zginął również major huzarów, baron Wallisch, węgierski ochotnik i szef sztabu oddziału Lelewela. Straty carskie według rosyjskiej monografii 18 Wołogdańskiego Pułku Piechoty wyniosły 4 zabitych, 1 zmarłego od ran oraz 8 rannych i trudno ocenić ich wiarygodność.
Polegli, w tym sam Borelowski, zostali pochowani na cmentarzu w Batorzu. W 1933 roku. w miejscu bitwy usypano symboliczny kopiec. Napis na stojącym tam obelisku brzmi: Przechodniu, powiedz Ojczyźnie, że za ukochanie Jej, tuśmy polegli. W pobliskim lesie znajduje się mogiła zbiorowa z powstania 1863 r. w Batorzu.